# Ziemomyśl B

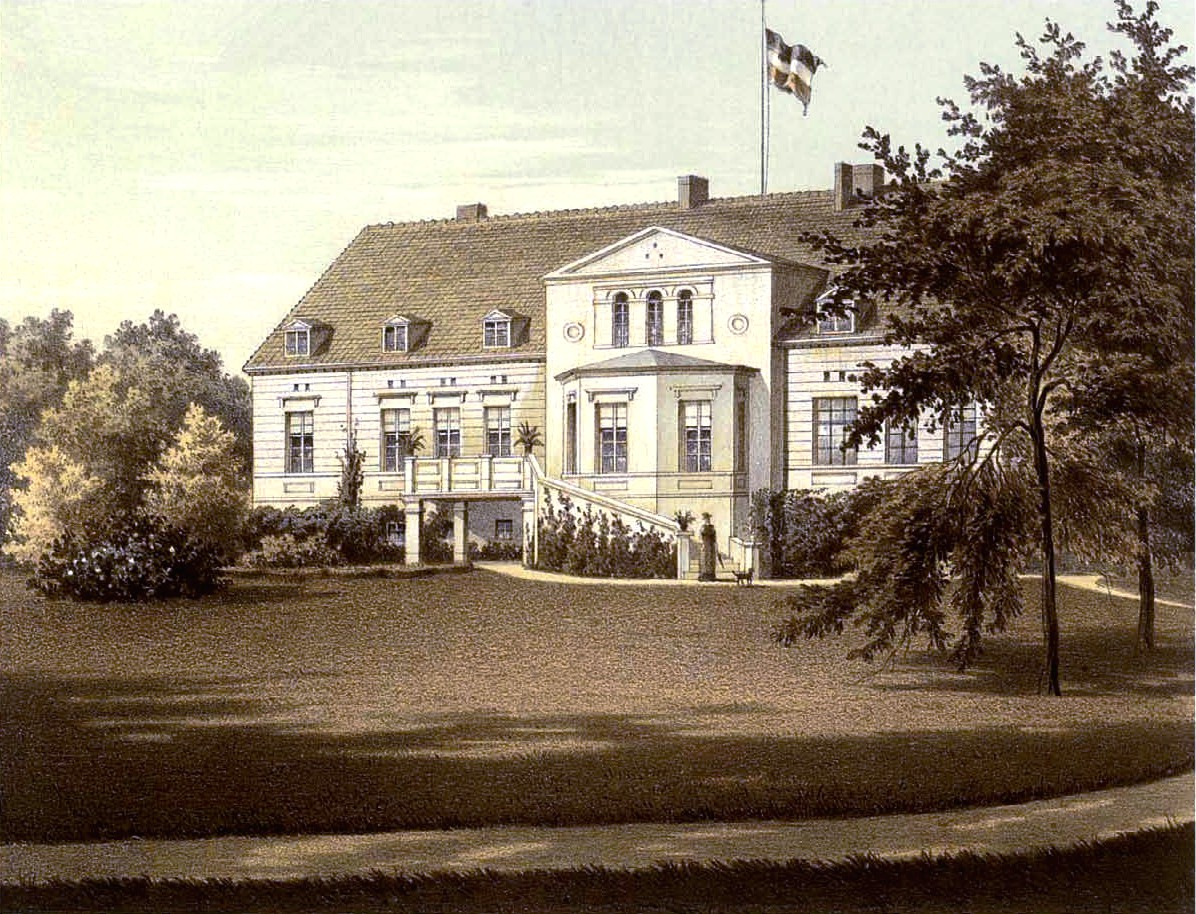
Rittergut Schönwerder B um 1860, Sammlung Alexander Duncker

Ziemomyśl B (deutsch: Schönwerder B) ist ein Dorf bei Dolice (Dölitz) im Powiat Stargardzki in der polnischen Woiwodschaft Westpommern.

## Geographische Lage
Ziemomyśl B liegt in Hinterpommern, etwa sieben Kilometer östlich von Dolice, 24 Kilometer südöstlich von Stargard und 54 Kilometer südöstlich der regionalen Metropole Stettin.

## Geschichte
Schönwerder B war ursprünglich ein Rittergut. Dieses war durch eine Erbteilung von dem Lehen Schönwerder der Familie Blankensee abgetrennt worden.  Der restliche Gutsbezirk bestand fortan als Rittergut und Büdnerdorf Schönwerder A weiter. Die erste Bebauung fand auf der Anlage B zwischen 1765 und 1775 statt, als der Leutnant Ägidus Christian von Blankensee ihr Besitzer war. Er nannte die Anlage B Louisenhof (nach seiner ältesten Tochter, Louise Sophie von Blankensee). Schönwerder B hatte um 1865 etwa 200 Einwohner.
Bis 1945 gehörte Schönwerder B zum Landkreis Pyritz in der preußischen Provinz Pommern. Gegen Ende des Zweiten Weltkriegs wurde die Region um Schönwerder B im Frühjahr 1945 von der Roten Armee besetzt und anschließend zusammen mit ganz Hinterpommern unter polnische Verwaltung gestellt.